# Sindicatura General de la Nación
La Sindicatura General de la Nación (SIGEN) de la República Argentina es el órgano rector del sistema de control interno que coordina actividades orientadas a lograr que la gestión del sector público nacional alcance los objetivos de gobierno, mediante un empleo adecuado de los recursos dentro del marco legal vigente.
Su sede central se encuentra en el edificio "Yatahi", Avenida Corrientes 389, Buenos Aires.

## Características
La labor de la SIGEN es ser Auditor Interno del Poder Ejecutivo Nacional. Es una función de asesoramiento a la máxima autoridad de Gobierno y depende directamente de esta. 
Su función es distinta a la Auditoría General de la Nación (AGN) de la Argentina, porque esta es un órgano parlamentario cuya conducción es compartida con los partidos de oposición, de acuerdo con su representación en el Congreso, y realiza control externo, pudiendo controlar también en su caso a las máximas autoridades nacionales.
La SIGEN coordina los sistemas de control interno a nivel nacional lo que incluye el cumplimiento de las normas contables, emanadas de la Contaduría General de la Nación (CGN), aspectos legales y operativos. Por eso se habla de un enfoque sistémico e integral.
Por ello entre sus diversas funciones se hallan las de dictar y aplicar normas de control interno, las que deberán ser respetadas por las Unidades de Auditoría Interna (UAI) que funcionan en cada Ministerio y organismo autárquico de la Administración Pública Nacional.
Fue creada en el año 1992 a partir de la ley 24.156.

"ARTÍCULO 7º.- La Sindicatura General de la Nación y la Auditoría General de la Nación serán los órganos rectores de los sistemas de control interno y externo, respectivamente."

Es un poder dependiente directamente del Presidente de la Nación Argentina y un ente autárquico, según lo establecido en el artículo 97 de la ley 24.156.

ARTÍCULO 96.- Créase la Sindicatura General de la Nación,
órgano de control interno del Poder Ejecutivo Nacional.

El Síndico General que será el responsable de la entidad posee el rango de Secretario de la Presidencia de la Nación (artículo 108). Es ayudado por tres Síndicos Generales Adjuntos.

## Objetivos
Se encuentran establecidos en la ley 24.156, artículo 104:
a) Dictar y aplicar normas de control interno, las que deberán ser coordinadas con la Auditoría General de la Nación;
b) Emitir y supervisar la aplicación, por parte de las unidades correspondientes, de las normas de auditoría interna;
c) Realizar o coordinar la realización por parte de estudios profesionales de auditores independientes, de auditorías financieras, de legalidad y de gestión, investigaciones especiales, pericias de carácter financiero o de otro tipo, así como orientar la evaluación de programas, proyectos y operaciones;
d) Vigilar el cumplimiento de las normas contables, emanadas de la Contaduría General de la Nación;
e) Supervisar el adecuado funcionamiento del sistema de control interno, facilitando el desarrollo de las actividades de la Auditoría General de la Nación;
f) Establecer requisitos de calidad técnica para el personal de las unidades de auditoría interna;
g) Aprobar los planes anuales de trabajo de las unidades de auditoría interna, orientar y supervisar su ejecución y resultado;
h) Comprobar la puesta en práctica, por los organismos controlados, de las observaciones y recomendaciones efectuadas por las unidades de auditoría interna y acordadas con los respectivos responsables;
i) Atender los pedidos de asesoría que le formulen el Poder Ejecutivo Nacional y las autoridades de sus jurisdicciones y entidades en materia de control y auditoría;
j) Formular directamente a los órganos comprendidos en el ámbito de su competencia, recomendaciones tendientes a asegurar el adecuado cumplimiento normativo, la correcta aplicación de las reglas de auditoría interna y de los criterios de economía, eficiencia y eficacia;
k) Poner en conocimiento del Presidente de la Nación los actos que hubiesen acarreado o estime puedan acarrear significativos perjuicios para el patrimonio público;
l) Mantener un registro central de auditores y consultores a efectos de la utilización de sus servicios;
m) Ejercer las funciones del artículo 20 de la Ley 23.696 en materia de privatizaciones, sin perjuicio de la actuación del ente de control externo.
En los artículos 104 al 106 se determina el modo en el que se alcanzarán los objetivos.

## Nómina de Síndicos
| N.º | Presidente             | Periodo                                           |
| --- | ---------------------- | ------------------------------------------------- |
| 1   | Alberto Abad           | 6 de enero de 1993 - 11 de julio de 1995          |
| 2   | Héctor Agustini        | 11 de julio de 1995 - 16 de diciembre de 1998     |
| 3   | María Cristina Benzi   | 16 de diciembre de 1998 - 10 de diciembre de 1999 |
| 4   | Rafael Bielsa          | 23 de diciembre de 1999 - 1 de diciembre de 2001  |
| 5   | Julio Comadira         | 20 de febrero de 2002 - 25 de mayo de 2003        |
| 6   | Alberto Iribarne       | 2 de junio de 2003 - 26 de julio de 2004          |
| 7   | Miguel Ángel Pesce     | 26 de julio de 2004 - 23 de septiembre de 2004    |
| 8   | Claudio Moroni         | 8 de octubre de 2004 - 10 de diciembre de 2007    |
| 9   | Julio Vitobello        | 28 de diciembre de 2007 - 23 de enero de 2009     |
| 10  | Carlos Pacios          | 23 de enero de 2009 - 20 de noviembre de 2009     |
| 11  | Daniel Reposo          | 20 de noviembre de 2009 - 10 de diciembre de 2015 |
| 12  | Ignacio Rial           | 10 de diciembre de 2015 - 3 de septiembre de 2017 |
| 13  | Alberto Gowland        | 3 de septiembre de 2017 - 10 de diciembre de 2019 |
| 14  | Carlos Antonio Montero | 10 de diciembre de 2019 - 10 de diciembre de 2023 |
| 15  | Miguel Carlos Blanco   | 20 de diciembre de 2023 - en el cargo             |